# Бакон (Ланд)
Бакон (фр. Bascons) насеље је и општина у југозападној Француској у региону Аквитанија, у департману Ланд која припада префектури Мон де Марсан.
По подацима из 2011. године у општини је живело 901 становника, а густина насељености је износила 48,18 становника/km². Општина се простире на површини од 18,7 km². Налази се на средњој надморској висини од 90 метара (максималној 107 m, а минималној 66 m).

## Демографија
| 1962. | 1968. | 1975. | 1982. | 1990. | 1999. | 2011. |
| ----- | ----- | ----- | ----- | ----- | ----- | ----- |
| 594   | 620   | 608   | 673   | 823   | 867   | 901   |

График промене броја становника у току последњих година